# Мехран, Марша
Ма́рша Мехра́н (англ. Marsha Mehran; 11 ноября 1977, Тегеран, Иран — 30 апреля 2014, Леканви, Мейо, Ирландия) — американская писательница-новеллистка.

## Биография
Марша Мехран родилась 11 ноября 1977 года в Тегеране (Иран), но в 1979 году она эмигрировала в Буэнос-Айрес (Аргентина) вместе со своей семьёй из-за революции. Она выросла в Аргентине и США, а также некоторое время жила в Австралии и Ирландии, где в итоге и умерла
.

## Карьера
В 2005 году вышла дебютная новелла Марши «Гранатовый суп», которая была переведена на 15 языков и вышла более чем в 20-ти странах мира. Кинокомпания «Matador Pictures» приобрела права на экранизацию книги, которую снимет Кирстен Шеридан. Второй роман, «Розовая вода и содовый хлеб», был опубликован в 2008 году и является продолжением «Гранатового супа». Третий роман из этой серии, «Фисташковый дождь», должен выйти в 2014 году и всего книг в этой серии должно было быть семь, но планы прервались смертью писательницы.
В 2014 году также был опубликован автономный роман Марши под названием «Школа красоты Маргарет Тэтчер».

## Смерть
36-летняя Марша была найдена мёртвой 30 апреля 2014 года у себя в квартире в Леканви. На момент смерти Мехран находилась в разводе с Кристофером Коллинзом.